# Hourman
Hourman (deletreado Hour-Man en sus primeras apariciones, también conocido como Hour-Man y The Hour-Man) (Español Hombre Hora) es el nombre de tres diferentes superhéroes ficticios que aparecen en los cómics publicados por DC Comics.

## Historia de la publicación
El Hourman original fue creado por Ken Fitch y el dibujante Bernard Baily en Adventure Comics #48 (abril de 1940), durante la Edad de Oro de los Cómics.
En marzo de 1940, DC Comics, que ya publica muchos cómics de superhéroes tras el éxito de Superman y Batman, publica las aventuras de un recién creado Hourman. En los años siguientes Hourman aparece regularmente en los cómics, apareciendo también en All Star Comics desde el primer número, cuando se creó esta revista con el primer equipo de superhéroes la Sociedad de la Justicia de América él estaba ahí como miembro fundador con Linterna Verde y Hombre Halcón, pero fue sustituido por Starman en el número #8 de diciembre de 1941. En febrero de 1943 sus publicaciones se detienen.
Veinte años más tarde, regresó al equipo de la Liga de la Justicia compartiendo aventuras con la Liga de la Justicia de América. También aparece en algunos pocos números de otros cómics. A partir de entonces, regresó de forma regular, pero sin ser protagonista de su propia serie de cómics y solo haciendo pequeñas apariciones. El personaje muere en septiembre de 1994 en la Hora Cero pero su nombre más tarde se le dio a un nuevo superhéroe, un androide del futuro llegó al siglo 21. Este último tiene una serie homónima de 25 números publicados desde 1999 hasta 2001.

## Biografía del personaje ficticio

### Rex Tyler
El científico Rex Tyler, fue criado en Nueva York, desarrolló una afinidad por la química, en particular la bioquímica. Mientras trabajaba en la universidad, consiguió un trabajo investigando vitaminas y suplementos hormonales en Bannermain Chemical. Una serie de descubrimientos y accidentes lo condujeron a la "milagrosa vitamina" Miraclo. Descubrió que las dosis concentradas del "milagro" administradas a los ratones de prueba aumentaban su fuerza y vitalidad varias veces más que la normal. Después de tomarse una dosis él mismo, Rex descubrió que podía tener una fuerza y velocidad sobrehumana durante la hora en que duraron los efectos de la vitamina, antes de regresar a los niveles humanos.
Manteniendo el descubrimiento de Miraclo en secreto, Tyler decidió que los juicios humanos se limitarían al único tema en el que podía confiar: él mismo. Sintiendo que las habilidades inducidas por Miraclo deberían usarse para buenos propósitos, decidió usar las habilidades para ayudar a los necesitados; En otras palabras, se convertiría en un superhéroe, con sede en Appleton City. Recibió su primera misión colocando un anuncio que decía que "El hombre de la hora" ayudaría a los necesitados. Rastreo a un respondedor de anuncios, ayudó a un ama de casa y detuvo un robo. Usando un disfraz que encontró en una tienda de disfraces abandonada, comenzó a aventurarse como The Hour-Man (más tarde, dejó el guion). En noviembre de 1940 Hourman se convirtió en uno de los miembros fundadores del primer equipo de superhéroes, la Sociedad de la Justicia de América. Después de dejar la JSA a mediados de 1941, Tyler se convirtió en uno de los grupos iniciales de Combatientes de la Libertad (Freedom Fighters) del Tío Sam. Más tarde se convirtió en parte del All-Star Squadron.
Hourman fue uno de los muchos héroes cuya popularidad comenzó a declinar en los años de posguerra. Finalmente, sus aventuras terminaron. Sin embargo, con el resurgimiento de los súper héroes a mediados de la década de 1950 y principios de la década de 1960, el interés por los héroes en la Edad de Oro regresó y Hourman pronto apareció como una estrella invitada en temas de Justice League of America. Al igual que todos los demás Golden Agers, ahora era considerado un viejo estadista del conjunto de súper héroes.
A diferencia de otros héroes de la Edad de Oro, su personaje seguirá creciendo para ser cada vez más complejo. La idea de que Miraclo era adictivo, combinado con la sugerencia de que el propio Tyler era adicto a la lucha contra el crimen, convirtió a Hourman en uno de los primeros cuentos morales de superhéroes. Rex continuaría luchando contra sus adicciones durante el resto de sus apariciones. Su personaje aparentemente fue asesinado junto con otros héroes de la Edad de Oro que luchaban contra un villano que viajaba en el tiempo llamado Extant, durante la crisis de Hora Cero, cuando Extant aumentó la tasa temporal de Rex para envejecerlo hasta la muerte. El tercer Hourman lo rescató de ese destino y lo colocó en una dimensión de bolsillo llamada Punto de tiempo. Rex permanecería allí durante una hora, pero ese tiempo solo pasaría cuando su hijo lo visitara, después de lo cual Rex tendría que regresar a la confrontación con Extant para que la historia se desarrollara como lo había hecho. Sin embargo, cuando Rick fue herido en una pelea con Némesis, se transfirió al punto de tiempo. Rex fue devuelto en el papel de Hourman hasta que el androide Hourman regresó para llevar el JSA al punto de tiempo y recuperar a Rick. Cuando el punto de tiempo terminó justo cuando las lesiones de Rick habían sido tratadas, Rick y Rex lucharon para intentar regresar a Hora Cero, pero el androide Hourman tomó su lugar en esa batalla. Rex ahora vive en semi-retiro con su esposa Wendi, y señaló que tenía la intención de reconstruir su relación con Wendi y también trabajó en la reconstrucción del android Hourman basado en sus piezas restantes. Rex tiene su antiguo disfraz de Hourman y un cuenco lleno de Miraclo dentro de un compartimento secreto del reloj de pie de su dormitorio que se abre cuando ambas manos se giran a 12.
Debido a la naturaleza adictiva de Miraclo (más tarde inventó una fórmula no adictiva), la forma en que Hourman accedió a sus poderes cambió algo con el paso de los años. En un momento de su carrera, usaría una linterna de luz negra (similar a la Linterna Verde de la Edad de Oro) que activaría un residuo de Miraclo aún en su cuerpo. Más tarde, en JSA (Vol. 2), Johnny Quick teorizó que su poder provenía de los metagenes de Rex, y que se podía acceder a él sin la necesidad de Miraclo. Rex usó el mantra "Hombre de la Hora" que le enseñó Quick (quien usó un mantra similar para acceder a sus propios poderes) para ganar su fuerza y velocidad, aunque aún estaban limitados a una hora.
Rex luego brinda asistencia técnica para el nuevo equipo JSA All-Stars, de quien su hijo era miembro, ayudándoles a armar su nueva sede. Él está disfrutando de un semi-retiro con su esposa, Wendi.

### Rick Tyler
Rick Tyler, es el hijo de Rex Tyler, se hizo cargo del manto Hourman durante la Crisis on Infinite Earths. Rick tragó algunas de las píldoras de Miraclo de su padre para ayudarlo a salvar a las personas atrapadas en un hospital en llamas. Después de servir durante algunos años como miembro de Infinity Inc, un equipo compuesto en gran parte por otros niños miembros de JSA, Rick comenzó a crecer adicto a Miraclo tal como lo hizo su padre. Pasó muchos años después de dejar el grupo gravemente enfermo hasta que Amazo, haciéndose pasar por una futura encarnación del androide Hourman, lo curó de su adicción a Miraclo. Habiendo conquistado sus demonios personales y recuperando su salud, Rick se unió a la JSA en su encarnación como una pequeña banda de Combatientes de la Libertad durante el arco "Stealing Thunder". El androide le había regalado un reloj de arena lleno de taquiones que le daba a Rick una visión aleatoria una hora más adelante. Como un segundo regalo, Rick podría visitar con su padre en una dimensión de otro mundo llamada Punto de Tiempo, congelado en el tiempo, justo antes de la muerte de Rex. En un momento, Rick resultó gravemente herido en la batalla, y cambió de lugar con su padre para salvar su vida. Tyler, el androide conocido como el tercer Hourman, llevó a Rex y a algunos otros miembros de JSA al punto de tiempo para salvar la vida de Rick. La hora que Rex fue asignada en el punto de tiempo expiró justo cuando el Doctor Medianoche y Tyler habían sanado a Rick de sus heridas. Padre e hijo lucharon por quién se perdería en la batalla con Extant. En última instancia, Tyler, el androide, tomó el lugar de Rex y fue destruido cuando Rick y Rex regresaron a la Tierra. Rick es una vez más activo como Hourman y es un miembro activo de la JSA. Está casado con Jesse Chambers.

### Matthew Tyler
En el siglo 853, otro Hourman, un androide que fue modelado con el ADN de Rex Tyler, sirvió tanto con la Liga de la Justicia como con la Sociedad de la Justicia por un tiempo. A menudo se percibía a sí mismo como Rex y también como descendiente de Rex. Originalmente poseía el artefacto cósmico manipulador del tiempo conocido como el Worlogog, se despojó de la mayor parte de su poder a sugerencia de Snapper Carr y aprendió a ser humano. Después de no detener a Extant para escapar de una pelea, Hourman abandonó la JSA y comenzó a viajar a través de la escala de tiempo, regresando cuando recibió una llamada de socorro de la JSA. Se cree que fue destruido a manos de Extant en lugar de Rex, aunque el viajero del tiempo Rip Hunter mencionó que sus acciones lo dejarían inactivo por un año relativo, lo que indica su probable regreso. Antes de morir, el androide también le dio su reloj de arena a Rex Tyler, quien espera reconstruirlo. El android utilizó brevemente el alias Matthew Tyler y solía llamarse simplemente Tyler.

## Poderes y habilidades
Ni Rex ni Rick tienen poderes innatos (aunque alguna vez se teorizó que sus poderes se derivan de un metagene, como muchos superhéroes de DC). Cualquier habilidad sobrehumana que exhiban se deriva del uso de Miraclo. Tomar Miraclo otorga al usuario varias habilidades durante un lapso de una hora. Más obvias son la fuerza sobrehumana, la durabilidad, la mayor resistencia al daño físico (hasta el punto de ser impermeable al fuego de armas pequeñas) y mejoras de velocidad. Otros poderes menos conocidos y mencionados incluyen la visión nocturna y la capacidad de sobrevivir bajo el agua. Rex y Rick tomaron el Miraclo en forma de píldora, pero Rick luego cambió a usar un parche transdérmico.
La cantidad de Miraclo que se puede tomar por día ha variado. Normalmente, es una vez al día, pero en algunos casos, Rex ha demostrado tomar otra pastilla tan pronto como se termine su "Hora de Poder". En ocasiones Rex necesitaba esperar otra hora después de que Miraclo desapareció antes de tomar otra dosis. Miraclo trabaja específicamente en los Tylers y puede o no trabajar en otros que lo toman. En un caso funcionó con un animal, la lechuza Hootie del Doctor Medianoche, así como con el villano Bane.
Rex y Rick llevaban un reloj de arena alrededor del cuello que les dio Android Hourman. Estaba lleno de taquiones energizados, el tiempo en su forma más básica. Le da a Rick la "visión del tiempo", destellos de eventos que ocurrirán exactamente una hora más tarde, así como la capacidad de tocar esos fuera de fase con el tiempo normal. El último efecto es para cualquiera que sostenga el reloj de arena. Rex no mostró ninguna de estas habilidades.
"Tyler" a menudo se llama simplemente androide, pero en realidad es una colonia de máquinas inteligente (posiblemente una forma de nanotecnología) creada por Tylerco en un futuro lejano. Si está dañado, esta colonia puede multiplicarse y repararse sin esfuerzo. Su software está codificado con la genética de Rex Tyler, dándole todos los recuerdos de Rex. Originalmente poseía el Worlogog, que le dio un control total sobre el tiempo. Luego dio todo menos un fragmento de él, pero no antes de que absorbiera todos los recuerdos de Batman de la JLA.
Aunque no era tan poderoso como originalmente, Tyler aún conservaba súper fuerza, durabilidad y velocidad equivalentes a una persona que usa Miraclo. Pudo acceder a una "Hora de poder", sesenta minutos durante los cuales tuvo poder a lo largo del tiempo. Él puede hacer muchas cosas con este control: moverse entre picosegundos, viajar a través del tiempo, usar su propia visión del tiempo (lo que le permite ver el pasado y el futuro de una persona, así como su edad) o hacer que las personas y las cosas sean más jóvenes hasta que se congele esencialmente, cree túneles entre diferentes períodos de tiempo y comparta energía con otras personas (aunque la cantidad de tiempo que les proporciona poder les quita directamente sus sesenta minutos). Tyler activa la Hora del Poder a su antojo y el reloj de arena en su pecho no deja de contar el tiempo. Parece que hay alguna duda de con qué frecuencia puede usar su Hora de Poder. Al igual que el uso de Miraclo por parte de otros Hourman, a veces se dice que Tyler solo tiene una Hora de Poder por día, mientras que otras veces simplemente debe esperar otra hora para recargarse antes de que pueda reactivarlo, y no está claro si debe usar esa Hora de Poder de una vez o si puede extenderlo en el transcurso del día.
Tyler también tiene una nave que puede invocar desde la escala de tiempo. Está conectado a él y reacciona a sus pensamientos. Normalmente aparece como un velero de madera de estilo vikingo adornado con relojes, pero puede cambiar la forma en que Tyler dicta a cualquier cosa, desde un simple esquife de madera a una nave espacial futurista y también se utiliza como arma, como cuando Hourman hizo una gran mano de él para atrapar a Extant. El barco puede viajar a través del tiempo, alternar líneas de tiempo o a través del hipertiempo.

## En otros medios

### Televisión

#### Acción en vivo
- El nombre de Hourman se menciona en la serie de televisión Smallville.

- La versión de Rex Tyler de Hourman aparece en la serie de acción real Legends of Tomorrow, interpretado por Patrick J. Adams. Fue presentado al final de la primera temporada. Él es el líder de la Sociedad de la Justicia de América. Aparece en la escena final, donde advierte al equipo que no se suba al Waverider, debido a sus inminentes muertes, y les advierte que no viajen a 1942, sino que desaparezcan poco después. Las Leyendas posteriormente se encuentran con el pasado de Tyler cuando viajan a 1942. Rex Tyler fue asesinado por el Flash Reverso al final del episodio, "The Justice Society of America", cuando descubrió el plan de Flash Reverso en el futuro , causando que su futuro ser que advirtió a las Leyendas para que se borren de la existencia.[10] Antes de su muerte, se demostró que Rex estaba en una relación con Amaya Jiwe, la Vixen de la década de 1940.
- En noviembre de 2013, se reveló que una serie de acción en vivo de Hourman estaba en desarrollo en The CW. Michael Caleo estaba escribiendo el guion, para la producción ejecutiva de la serie junto a Dan Lin y Jennifer Gwartz. La serie "se centra en un brillante y agitado analista farmacéutico que descubre que las visiones que lo asediaron desde la infancia son vislumbres de eventos trágicos que ocurren una hora en el futuro. Decidido a recuperar a su ex esposa e hijo, él heroicamente evita que estas tragedias se desarrollen, encontrando el propósito y la redención en el camino".[11]

#### Animado
- La versión de Rick Tyler de Hourman en la serie animada Liga de la Justicia Ilimitada sin ningún diálogo y haciendo solo breves cameos a lo largo de la serie. Hace su primera aparición como uno de los muchos miembro de la Liga de la Justicia en el episodio primer de la 1° temporada "Iniciación", en el sexto episodio "Simetría Aterradora" puede verse en un comedor en la Atalaya mientras Supergirl y Flecha Verde hablan, en décimo episodio "Corazón Oscuro" es uno de los muchos héroes que combaten una nanotecnología alienígena. Vuelve aparecer en la segunda temporada en el tercer episodio "El Castigo de Doomsday" se le ve caminando con Wildcat y Obsidian para luego ser empujados por Batman que intentaba utilizar una nave para salir, el octavo episodio "Luna de Cazadores" es visto al final como uno de los personajes que espera junto a Linterna Verde la llegada de Chica Halcón, Vixen y Vigilante de su misión, "Pánico en el Cielo" se le puede ver inyectandose Miraclo a través de un botón en la muñeca de su guantelete, del mismo modo que lo hace Rick en los cómics, preparándose para luchar contra los Ultimen que se dirigían hacia la Atalaya para destruirla, en "Divididos Caeremos" se le puede ver ya victorioso de la lucha contra los Ultimen. Por último aparece al final del último capítulo de la tercera temporada "El Destructor" corriendo con muchos otros personajes.[12]
- La versión de Hourman de Rex Tyler aparece en el los episodios "mitefala!", "¡El poder de Shazam!", "Asedio de Starro, Parte I" y "La Edad de Oro de la Justicia" de la serie animada Batman: The Brave and the Bold . Esta versión usa un dispositivo en forma de reloj de arena para alimentar sus poderes en lugar de Miraclo. Aparece como miembro de una Sociedad de la Justicia.
- La versión de Rex Tyler de Hourman apareció en el episodio de Robot Chicken "Tapping a Hero", interpretado por Seth Green. Estaba promoviendo una píldora para la disfunción eréctil que garantizaba que "eres un hombre de una hora, ¡como yo!" (Si te conviertes en un hombre de cuatro horas, ve a un médico) "

### Película

#### Animada
- En la película animada Justice League: The New Frontier, Superman le menciona brevemente a Mujer Maravilla que Hourman está muerto; Superman probablemente se estaba refiriendo a la versión de Rex Tyler. Hourman también se ve en los créditos de apertura de la película, que muestran cómo muere (siendo perseguido por agentes de policía en los tejados, debido a la prohibición de los vigilantes, y cae a la muerte). En el cómic original de The New Frontier, se revela que Hourman está vivo y en manos del gobierno; esta secuencia no está en la adaptación.[13]